# Гейчай
Гейчай (азерб. Göyçay) — місто в центральній частині Азербайджану, у північній частині Ширванської рівнини, центр Гейчайського району. Відстань до Баку — 219 км, до залізничної станції Уджар — 18 км населення — 102 тисячі чоловік. Назва міста в перекладі з азербайджанської мови означає «Блакитна річка».

## Гранати в культурі міста
Головне, чим славиться Гейчай — це гранат. Хоча цей фрукт вирощується у всіх регіонах Азербайджану, але визнаним центром вирощування кращих сортів гранату є Ширван, який розташований у смузі сухих субтропіків. Саме тут винайшли соус «наршараб» — виварений гранатовий сік, який чудово гармоніює зі стравами з риби та м'яса. Кожної осені в Гейчаї проводиться традиційне «Свято граната», який присвячений збору врожаю цього «короля фруктів». У рамках свята відбуваються виступи канатоходців, спортсменів, танцювальних груп та народних виконавців. На честь гостей накриваються святкові столи з найсмачнішими стравами приготованими на виду у публіки.

## Назва
Слово Гейчай має тюркське походження та взято від назви річки Гейчай, на березі якої розташовано місто. Річка отримала таку назву тому, що вода у ній була надзвичайно прозорою та відливала блакитним відтінком.

## Історія
За деякими історичними джерелами населення району було в основному сформовано з числа Гараманських бегляпбеків, що переселилися сюди в XV столітті з Туреччини. У 50-х роках ХІХ століття частина населення Шамахи, яка постраждала від землетрусу, переселилась на територію Гейчаю, що поклало початок розширенню цього населеного пункту.
У 1867 році в складі Бакинської губернії був створений Гейчайський повіт. Центр повіту — населений пункт Гейчай — 1916 року отримав статус міста.
У 1930 році було створено Гейчайський район. Приблизно тоді ж розпочався розвиток Гейчая.